# Obaidullah Akhound
Le mollah Obaidullah, l'Akhound (en) (ملا عبيدالله اخوند en pachto), né dans le district de Panjwai dans la province de Kandahâr en Afghanistan et mort le 5 mars 2010 dans une prison à Karachi au Pakistan, est un homme politique et un chef militaire afghan taliban. Il participe à la guerre contre les Soviétiques au sein du Hezb-e-Islami de Younès Khalid.
Il intègre ensuite les milices taliban et ils participent à la prise de Mazar-e-Charif en 1998. Il est alors nommé au poste de ministre de la Défense du gouvernement talêb qu'il occupe jusqu'en 2001. Il est alors considéré comme l'agent de liaison entre le mouvement talêb et les services de l'ISI des renseignements pakistanais.
Entré en clandestinité après l'offensive américaine de 2001, il est nommé au premier conseil de direction de la guérilla en juin 2003. Avec le mollah Beradar, il est nommé à la tête des opérations militaires des Taliban. Il est aussi l'un des rares responsables taliban à disposer d'un accès direct au mollah Omar. Son rôle militaire est cependant diminué en 2007 après les succès enregistrés par le nouveau commandant des opérations militaires de la guérilla, Djalâlouddine Haqqani.
Il est arrêté le 26 février 2007 à Quetta par les services pakistanais à la suite de nombreuses pressions américaines.